# أوغوزخان تورك
أوغوزخان تورك (بالتركية: Oğuzhan Türk)‏ هو لاعب كرة قدم تركي وهولندي في مركز الوسط، ولد في 17 مايو 1986 في كامبن في هولندا. لعب مع أضنة سبور وغازي عنتاب سبور وغو أهد إيغلز وفي في في فينلو ونادي كامبور ونادي هيرنفين.

## وصلات خارجية
- أوغوزخان تورك على موقع الاتحاد الأوربي (الإنجليزية)
- أوغوزخان تورك على موقع اتحاد تركيا (لاعب) (الإنجليزية)
- أوغوزخان تورك على موقع قاعدة بيانات كرة القدم.إي يو (الإنجليزية)
- أوغوزخان تورك على موقع Soccerway.com (الإنجليزية)
- أوغوزخان تورك على موقع عالم كرة القدم.نت (الإنجليزية)